# Antonio Fonso
Antonio „Toni“ Fonso (* 5. März 1969 in Iserlohn) ist ein ehemaliger deutsch-italienischer Eishockeyspieler, der in seiner aktiven Zeit von 1986 bis 2007 unter anderem für die Füchse Sachsen in der Deutschen Eishockey Liga und für den ECD Iserlohn, den Mannheimer ERC, den BSC Preussen und den EC Ratingen in der Eishockey-Bundesliga gespielt hat.

## Karriere
Antonio Fonso begann seine Karriere als Eishockeyspieler in seiner Heimatstadt beim ECD Iserlohn, für den er von 1986 bis 1988 in der Eishockey-Bundesliga aktiv war. Anschließend verbrachte der Verteidiger die Saison 1989/90 beim Mannheimer ERC. Nach zwei Jahren bei dessen Ligarivalen BSC Preussen, spielte er von 1992 bis 1994 ebenfalls zwei Spielzeiten lang für seinen Ex-Club ECD Sauerland, der in der Zwischenzeit in die 2. Bundesliga abgestiegen war. In der Saison 1992/93 kam er parallel auch zu 14 Einsätzen für den Bundesligisten EC Ratingen. 
Während der Saison 1994/95 kam Fonso sowohl für die Füchse Sachsen in der neugegründeten Deutschen Eishockey Liga (DEL), als auch für den EHC Neuwied in der zweitklassigen 1. Liga Nord zum Einsatz. Daraufhin erhielt er einen Vertrag bei den Wedemark Wildcats, mit denen er 1996 in die DEL aufstieg. Er selbst verließ den Verein daraufhin. Von 1998 bis 2000 trat der Deutsche mit italienischem Pass für den ESC Erfurt in der dritten deutschen Spielklasse an. 
Mit Ausnahme der Saison 2004/05, in der Fonso mit den Revierlöwen Oberhausen nach dem Vorjahresaufstieg in der Oberliga spielte, lief er bis zu seinem Karriereende 2007 ausschließlich in der viertklassigen Regionalliga für den Herforder EC, den ESC Hamm, Herner EG, Revierlöwen Oberhausen und den EHC Dortmund auf.

### Inline-Skaterhockey
In den letzten Jahren seiner Eishockeykarriere spielte Fonso bereits Inline-Skaterhockey beim MSC Mambas aus der Bundesliga. Anschließend war er  auch als Trainer tätig: Er führte die Mambas 2014 nach einem zwischenzeitlich Abstieg in die Regionalliga zurück in die 2. Bundesliga. Zudem trainierte er die Highlander Lüdenscheid und Samurai Iserlohn.

## Erfolge und Auszeichnungen
- 1996 Aufstieg in die Deutsche Eishockey Liga mit dem ESC Wedemark
- 2004 Aufstieg in die Oberliga mit den Revierlöwen Oberhausen

## Karrierestatistik
(Legende zur Spielerstatistik: Sp oder GP = absolvierte Spiele; T oder G = erzielte Tore; V oder A = erzielte Assists; Pkt oder Pts = erzielte Scorerpunkte; SM oder PIM = erhaltene Strafminuten; +/− = Plus/Minus-Bilanz; PP = erzielte Überzahltore; SH = erzielte Unterzahltore; GW = erzielte Siegtore; 1 Play-downs/Relegation; Kursiv: Statistik nicht vollständig); 1nur Saison 1998/99; 2außer Saison 1998/99